# Лаино Борго
Лаино Борго је насеље у Италији у округу Козенца, региону Калабрија.
Према процени из 2011. у насељу је живело 994 становника. Насеље се налази на надморској висини од 277 м.

## Становништво
| 1951. | 1961. | 1971. | 1981. | 1991. | 2001. | 2011. |
| ----- | ----- | ----- | ----- | ----- | ----- | ----- |
| 3.268 | 3.189 | 2.951 | 2.599 | 2.439 | 2.275 | 2.027 |